# ولکا
ولکا (به انگلیسی: Veleka) رودخانه‌ای است که در بلغارستان و ترکیه جریان دارد.